# Trude Engelsberger-Drioli
Trude Engelsberger-Drioli (* 21. September 1920 in Salzburg als Gertrude Eva Engelsberger; † 23. Jänner 1986 ebenda) war eine österreichische Malerin, Collagistin und Grafikerin.

## Leben
Trude Engelsberger-Drioli wurde am 21. September 1920 als Tochter des Ingenieurs Anton Engelsberger (* 31. August 1892 in Salzburg) und dessen Ehefrau Hermine (geborene Tschirner; * 23. April 1898 Wien-Döbling) in der Gebäranstalt des St.-Johanns-Spitals in Salzburg geboren und am 2. Oktober 1920 auf den Namen Getrude Eva getauft. Seine Eltern hatten am 22. Mai 1920 in der Pfarrkirche St. Florian im 5. Wiener Gemeindebezirk Margareten geheiratet.
Ihre frühe Kindheit verbrachte sie in Wien-Sievering bei ihren Großeltern, die einen großen biedermeierlichen Garten mit vielen Rosensträuchern besaßen. Mit sechs Jahren musste sie nach Salzburg zurückkehren und wurde hier auch am 16. Mai 1937 gefirmt. In ihrer späteren Jugend lernte sie einen subtropischen Garten bei einer Familie in Arco am Gardasee kennen, den sie Jahre später völlig verwildert wiederfand. Diese biografischen Momente prägten sie; Gartenmotive nahm sie in ihrem Werk immer wieder auf und diese wurden zu einem wiederkehrenden Thema in ihren Bildern.
Als junge Frau wollte sie Malerin werden und bemühte sich um die Aufnahme in die Akademie der bildenden Künste in Wien. Ein Professor erkannte zwar ihr Talent und wollte sie aufnehmen, aber „sie müsse sich jeden eigenen Strich abgewöhnen“. Daraufhin zog sie ihre Bewerbung zurück und bildete sich autodidaktisch weiter; malte vor allem Blumen und Landschaften. Am 13. August 1943 wurde in Salzburg ihr unehelicher Sohn Anton († 27. Juli 2020 in Salzburg) geboren. Am 30. August 1947 heiratete sie in Salzburg den Italiener Mario Drioli. Gemäß Beschluss des Bezirksgerichts Salzburg vom 5. September 1947 wurde das Kind Anton Engelsberger durch Eheschließung legitimiert und führte fortan den Namen Anton Drioli.
Durch ihre Ehe und die Geburt ihrer beiden Kinder Monika und Anton wurden ihre Ambitionen gebremst. Ihr Sohn Anton trat später in ihre Fußstapfen und etablierte sich mit Druckgrafik in den Salzburger Werkstätten, ebenso ist ihre Tochter Monika künstlerisch tätig. Als sie sich wieder der Malerei widmen konnte, unternahm sie viele Reisen, vor allem nach Italien. Sie hielt ihre Eindrücke von Landschaften oder städtischen Ensembles in Skizzen fest, um sie dann in ihrem Atelier auszuarbeiten. Sie war keine Freiland-, sondern reine Ateliermalerin; die Natur und die Straßen und Plätze in den Städten würden sie nur ablenken, meinte sie: „Ich brauche einen geschlossenen Raum, aus dem ich dann hinaus schaue.“
Am 23. Jänner 1986 starb die verheiratete Engelsberger-Drioli im Alter von 65 Jahren in ihrer Geburts- und Heimatstadt Salzburg.

## Werk
In ihrer Bilderwelt spielen verwunschene Gärten, in denen einsame Frauen spazieren oder hinter Gittern stehen, eine dominierende Rolle. In ihren Bildern spiegelt sich wie im Märchen eine verwunschene Welt. Die von ihr dargestellten Figuren wirken, als ob sie sich in einem Irrgarten befinden, aus dem sie nicht herkommen können oder wollen. Zu ihren ursprünglich kraftvoll farbigen Bildern kommen später Collagen, Materialbilder (Serie Die kleine Odyssee aus Fundstücken vom Strand) sowie kunstgewerbliche und keramische Objekte (Tierfiguren, Krippen und Fliesen) hinzu.
Ihr wurde bisweilen das Schema der naiven Kunst übergestülpt, nach dem Laienmaler in unbekümmerter Weise einfache und phantasievolle Themen zum Ausdruck bringen. Sie hat zwar bei Ausstellungen zur naiven Malerei mitgewirkt, aber diese Einordnung trifft auf sie nicht zu. Sie begann beim Malen mit einer Skizze, die nichts Naturalistisches enthielt, da für sie ein Bild ausschließlich ein formales Problem darstellte. Erste Entwürfe wurden immer wieder überarbeitet und Personen oder Gegenstände auf das Allernotwenigste beschränkt. Ihr ging es also um Simplizität und nicht um Naivität.
Erste Präsentationen ihrer Bilder erfolgten bei der Gruppenausstellung „Junge Kunst“ und später in Ausstellungen des Salzburger Kunstvereins und der Salzburger Gruppe. Ihre Werken werden danach in Einzelausstellungen in mehreren Salzburger Galerien (u. a. Salzburg Museum, Galerie im Traklhaus, Galeria Academica) gezeigt und international im Rahmen von Gruppenausstellungen der Salzburger Gruppe präsentiert.
Ihr künstlerischer Nachlass wird von der Galerie Seybold betreut.
In Salzburg wurde ein Weg im Stadtteil Leopoldskron-Moos nach ihr benannt (Trude-Engelsberger-Weg).

## Ausstellungen
- Salzburg Museum: Stadt Salzburg – Ansichten aus fünf Jahrzehnten. Werke aus der Sammlung des Landes zum Thema Salzburg (1957–2007)[8]
- Galerie im Traklhaus: Vernissage der Druckgrafik-Ausstellung „Editionen“ am 20. Februar 2003.[9]
- Salzburger Kunstverein: Naive Malerei in Salzburg: Ausstellung im Salzburger Kunstverein – Künstlerhaus September/Oktober1973.[10]
- Künstlerhaus Salzburg: Geschichte und Bilder erzählen. In Salzburger Nachrichten vom 28. Februar/1. März 1987, S. 98.
- Galeria Academica: Lithographien von Trude Engelsberger, Salzburg 1962.[11][12]
- Galerie Schloss Rosenberg, Zell am See: Malereien, Montagen und Lithos.[13]
- Die Salzburger Gruppe. Ausstellungen 1964. Graz – Forum Stadtpark, Wuppertal – RBK Galerie Palette, Salzburg – Künstlerhaus und Residenz, Nürnberg – Fränkische Galerie, Warschau – Nationale Kunstgalerie Zachęta.[14]